# Arthrotus nigricollis
Arthrotus nigricollis es un coleóptero de la familia Chrysomelidae. Fue descrita científicamente por primera vez en 1942 por Chen.